# باشگاه فوتبال دینامو مخاچ‌قلعه
باشگاه فوتبال دینامو مخاچ‌قلعه (به لاتین: FC Dynamo Makhachkala) یک باشگاه و تیم فوتبال در روسیه است.